# Здравоохранение в Омане
Оманские граждане имеют бесплатный и свободный доступ к государственным услугам здравоохранения. Иммигранты обычно обращаются за медицинской помощью в частные клиники и больницы. По сравнению с другими странами со средним уровнем дохода, в Омане высокий уровень обслуживания в государственных медицинских учреждениях. В стране низкий уровень заболеваемости, распространенными инфекционными заболеваниями являются корь и брюшной тиф. Из-за быстрого увеличения доходов и уровня жизни и последовавшего за ними изменения рациона, более распространенными стали сердечно-сосудистые заболевания и диабет.
Большинство крупнейших и самых современных больниц в Омане находятся в Маскате. Среди них Королевская больница Омана и Университетская больница Султана Кабуса.
Хотя ожидаемая продолжительность жизни оманцев составляет 76,6 года, медицинская отрасль страны отстает от развитых стран. Правительство старается развивать этот сектор и поощрять студентов к изучению медицины. Хотя значительная часть занятых в этой отрасли родилась за границей, из-за политики «оманизации» ситуация начинает меняться. В настоящее время в стране работает медицинский университет, многие оманские медики прошли и проходят подготовку в таких странах, как Австралия, Канада, Великобритания и США.